# Oberer Rotgüldensee
Oberer Rotgüldensee är en sjö i Österrike.   Den ligger i förbundslandet Salzburg, i den centrala delen av landet, 260 km sydväst om huvudstaden Wien. Oberer Rotgüldensee ligger 2 035 meter över havet.
Trakten runt Oberer Rotgüldensee består i huvudsak av gräsmarker. Runt Oberer Rotgüldensee är det ganska glesbefolkat, med 28 invånare per kvadratkilometer.